# Franck Gervais
Pour les articles homonymes, voir Gervais.
Franck Gervais, né le 17 décembre 1976, à Harfleur (Seine maritime) est un dirigeant d’entreprise français.
Il est l’actuel directeur général du Groupe Pierre & Vacances-Center Parcs.

## Formation
Franck Gervais est diplômé de l’Ecole Polytechnique et de l’Ecole nationale des ponts et chaussées.

## Carrière
Franck Gervais commence sa carrière en 2001, au sein de la Direction Départementale de l’Équipement des Alpes Maritimes, en tant que chef du service des bases aériennes.
En 2004, il intègre le Cabinet du Ministre de L’Equipement, des Transports, de l’Aménagement du Territoire, du Tourisme et de la Mer en tant que Conseiller technique Transports et Recherche puis Conseiller Social et Budgétaire.
En 2006, il devient Directeur du Cabinet du Président et de la Direction Générale de la SNCF avant de devenir Directeur du réseau ferroviaire Nord & Ouest Ile de France.
En 2010, il rejoint Eiffage en tant que Directeur de la société Eiffage Travaux Maritimes et Fluviaux.
De 2011 à 2014, il mène la transformation de Thalys en entreprise ferroviaire de plein exercice, avant d’être nommé directeur général de Voyages-SNCF.com de 2014 à 2017 où il conduit des chantiers de l’amélioration de l’expérience clients et de l’internationalisation du Groupe.
Il rejoint le comité exécutif du Groupe Accor en novembre 2017 en tant que Président-directeur général d’Accor Europe,.
Le 7 janvier 2021, il est nommé directeur général du Groupe Pierre & Vacances-Center Parcs, spécialiste des villages de vacances et des résidences de tourisme. En mai 2021, il présente son plan Réinvention 2025 qui vise accélérer la rénovation des parcs du Groupe et la montée en gamme des marques, tout en tablant sur une nouvelle offre « expérientielle » et le tourisme de proximité,.

## Autres mandats
Franck Gervais a été Président de l’Union des marques de 2019 à 2020.
Il est également administrateur de Fimalac.
Il est membre du conseil d'administration du Groupe La Poste en tant que personnalité qualifiée.

## Décorations
Fait chevalier de l'ordre national du Mérite le 7 avril 2016, Franck Gervais est promu au grade d'officier le 15 mai 2025.